# Emanuel Žák
Emanuel Žák, někdy uváděn jako Emil Žák (2. ledna 1863 Soběslav – 24. března 1943 Praha) byl český středoškolský profesor náboženství, spisovatel, homiletik, divadelní kritik a redaktor.

## Život
Narodil se 2. ledna 1863 v Soběslavi. Po studiích začal pracovat jako profesor náboženství na gymnáziu v Praze. Rovněž působil jako papežský komoří, arcibiskupský notář a homiletik. Napsal řadu náboženských a pedagogických děl. Některé z jeho děl byly vydány až posmrtně. Mezi ty nejznámější patří Písmo svaté v obrazech a Katolická liturgika pro obecné a hlavní školy. 
Zemřel 24. března 1943 v Praze, během druhé světové války. Bylo mu 80 let.